# Solenopsis rugiceps
Solenopsis rugiceps es una especie de hormiga del género Solenopsis, subfamilia Myrmicinae.

## Distribución
Esta especie se encuentra en Colombia.